# Ahones (llinatge)
El llinatge dels Ahones fou un llinatge aragonès documentat des del segle xiii i que el segle xvii s'uní a la família Cavero.
Les seves armes heràldiques presenten diverses variants. Una d'aquestes era en camp de gules, dues campanes d'or i el lema «Campanas de Ahones ya no zumbaréis más».

## Llista dels Ahones
- Pero d'Ahones
- Sanxo d'Ahones (germà) (bisbe de Saragossa)
- Pelegrín d'Ahones (germà)
- Beltran d'Ahones (fill de Pero d'Ahones?)
- Ferrando d'Ahones